# Glomeris distichella
Glomeris distichella är en mångfotingart som beskrevs av Berlese 1887. Glomeris distichella ingår i släktet Glomeris och familjen klotdubbelfotingar.

## Underarter
Arten delas in i följande underarter:
- G. d. distichella
- G. d. normannorum
- G. d. randazzensis